# Chega de Saudade (película)
Chega de Saudade es una película brasileña de 2008, del género drama, dirigida por Laís Bodanzky.

## Sinopsis
La película tiene lugar en un baile en un club de baile de São Paulo. Desde que el salón abre sus puertas en la mañana hasta su cierre poco después de la medianoche, varios personajes rodean el lugar.

## Elenco
| Elenco Original    | Elenco Original      |
| Ator               | Papel                |
| ------------------ | -------------------- |
| Tônia Carrero      | Doña Alice           |
| Betty Faria        | Elza                 |
| Cássia Kiss        | Marici               |
| Miriam Mehler      | Nice                 |
| Elza Soares        | Ana                  |
| Jorge Loredo       | Dionísio             |
| Leonardo Villar    | Álvaro               |
| Maria Flor         | Bel                  |
| Marly Marley       | Liana                |
| Paulo Vilhena      | Marquinhos           |
| Stepan Nercessian  | Eudes                |
| Selma Egrei        | Fallecida            |
| Clarisse Abujamra  | Rita                 |
| Luiz Serra         | Ernesto              |
| Conceição Senna    | Aurelina             |
| Amélia Bittencourt | Empresaria           |
| Ivan de Almeida    | El novio de Aurelina |

## Premios
'Festival de Brasilia'  (2008)
- Trofeo Candango a la Mejor Dirección y Mejor Guion
- Candango Best Movie Trophy (Jurado Popular), con una gran ovación al final de la proyección por parte de todos en Cine Brasilia.